# Lega di calcio di Karachi
La Lega di calcio di Karachi (in inglese Karachi Football League; in urdu کراچی فٹ بال لیگ‎?) è un campionato di calcio cittadino che si svolge a Karachi, nella provincia pakistana del Sindh.

## Storia
In poche occasioni sono stati disputati campionati cittadini in Pakistan, a Lahore, a partire dal 1937, prima dell'indipendenza del Pakistan. A Karachi è stato organizzato un campionato nel 1962 come KDFA League, dalla Karachi Division Football Association tra 20 partecipanti in tutta la città. Il Baloch XI di Lyari si aggiudicò il titolo dopo essere arrivato in testa con 33 punti.
Solo nel 2003 si è tenuta la seconda edizione del campionato, questa volta organizzata dal Karachi United e sponsorizzata dalla KASB Bank come KASB Premier League. Dal 2003 al 2008, il campionato è stato sponsorizzato da "KASB Group of Companies", che è stato il Title Sponsor dell'evento per le prime sei edizioni. Coca-Cola Pakistan è diventata il successivo sponsor del campionato.
Il campionato, benché regionale e semiprofessionistico, è stato paragonato alla massima serie della Pakistan Premier League, dove dominano le squadre dei dipartimenti e delle forze armate, con conseguente scarsa affluenza di pubblico; le squadre meglio supportate sono i club del Balochistan Afghan FC Chaman, Baloch Nushki e Muslim FC. In netto contrasto, la Karachi Football League, nonostante sia una divisione di terzo livello, attira abitualmente un pubblico numeroso; il momento clou è stata la finale del 2008-09 tra Shahzad Mohammadan e Nazimabad FC, in cui una folla enorme di oltre 18.000 persone ha assistito allo stadio KMC.

## Formato
Nel 2003, la stagione ha visto 10 club competere in un unico campionato, con il famoso Hyderi Baluch di Lyari incoronato come campione. Nelle prime cinque stagioni, cinque club diversi hanno vinto il campionato fino a quando lo Shazad Muhammadan ha vinto due volte il titolo nelle stagioni 2007 e 2008. Nella stagione 2008, il campionato si è allargato a 16 club, con le prime otto squadre che si sono sfidate in un playoff. Nella stagione 2014, 20 squadre sono state divise in due gruppi. Dopo le partite di campionato, le prime quattro squadre di ciascun gruppo sono passate alla fase di Super League ad eliminazione diretta. Le prime quattro squadre della fase di Super League accedevano poi alle semifinali.

## Vincitori
- 1962: Baloch XI[6]
- 2003: Hyderi Baloch Club[10]
- 2004–05: Lyari Labour Welfare Centre[11]
- 2005–06: Young Ansari[12]
- 2006–07: Keamari Mohammedan[13]
- 2007–08: Shahzad Mohammedan[14]
- 2008–09: Shahzad Mohammedan[8]
- 2009–10: N/A
- 2010–11: Baloch Youth Garden
- 2011–12: Burma Mohammedan
- 2012–13: N/A
- 2013–14: Khyber Muslim
- 2014–15: Burma Mohammedan
- 2015–16: Mauripur Baloch
- 2016–17: N/A